# 甲類消費物價指數
甲類消費物價指數（Consumer Price Index A）是香港四項消費物價指數數列之一。
甲類消費物價指數是香港政府統計處根據較低開支範圍的住戶的開支模式而編製的，用以反映消費物價通脹對這類住戶的影響。指數涵蓋香港約百分之五十的住戶，在基期(base period)（即1999年10月至2000年9月）時的每月開支範圍為4500港元至18499港元之間。由於自1999/2000年以來物價已有轉變，甲類消費物價指數住戶的每月開支範圍，以2004年的價格計算大約相等於4200元至17000元之間。政府統計處會根據甲類消費物價指數，加上乙類消費物價指數和丙類消費物價指數涵蓋的所有住戶的整體開支模式，編製一項綜合消費物價指數(Composite CPI)。這指數的按年變動率，一般用以反映整體消費物價通脹。
現時政府統計處會每月分佈一次最新的甲類消費物價指數及相關的數據分析。2005年11月的甲類消費物價指數上升了1.5%；截至該月止的三個月內，甲類綜合消費物價指數較一年前同期上升1.6%；截至該月止的十二個月內，甲類綜合消費物價指數較一年前同期上升1.1%。

## 外部連結
香港政府統計處 - 消費物價 （页面存档备份，存于）